# Ashot II av Armenien
Ashot II den Järnhårde (armeniska: Աշոտ Բ; avliden 929) var konung av Bagratidiska Armenien från 914 till 929. Han var son och efterträdare till konung Smbat I. Hans regim präglades av uppror från vasaller och tronpretendenter samt utländska invasioner, vilka Ashot framgångsrikt bekämpade, varvid han tilldelades epitetet Yerkat’ (Երկաթ), eller den Järnhårde, till erinran av hans orubbliga styrka och beslutsamhet.

## Regeringstid
Ashot II efterträdde sin fader Smbat I vid dennes död år 914. Smbat hade framgångsrikt avvärjt en invasion ledd av emiren av Atropatene, Yusuf Ibn Abi'l-Saj, men när Smbat kapitulerade utsattes han för tortyr och halshöggs av Yusuf i Yernjak. Efter att ha erövrat Armeniens centrala territorier installerade Yusuf Ashot II:s kusin, likaledes vid namn Ashot, i Dvin som "motkung" till det bagratidiska Armenien.Plågad av Yusufs styrkor begav sig Ashot II till Konstantinopel för att söka bistånd från kejsarinnan Zoe Karbonopsina.Ashot II mottogs väl, och en bysantinsk här sammankallades för att stödja Armenien i kampen mot araberna.Styrkan som åtföljde Ashot II, under befäl av domestikos ton scholon Leo Phokas den äldre, begav sig ut följande år och marscherade längs Övre Eufrat, varvid de inträdde i Taron med föga motstånd från araberna.
Ashot, som gjorde anspråk på tronen, och Yusufs arméer förmådde inte hejda det bysantinska framryckandet, vilket dock avstannade strax före erövringen av Dvin på grund av vinterns inträde. Trots detta hade styrkan återfört Ashot II till en mäktig position i Armenien och lyckats tillfoga araberna betydande förluster.Detta lämnade likväl den så kallade anti-kungen Ashot i kontroll över Dvin, och inbördeskriget fortgick från 918 till 920, då usurpatorn slutligen erkände sig besegrad. Flertalet andra uppror ägde rum i Armenien, men Ashot II lyckades kuva vart och ett av dem. År 919 anstiftade Yusuf ett misslyckat uppror mot kalifen och ersattes av en betydligt mer välvilligt inställd arabisk guvernör, Subuk. År 922 erkändes Ashot II som Armeniens härskare av den abbasidiska kalifen i Bagdad, och Subuk tillerkände honom titeln shahanshah, eller "konungarnas konung".
Bysantinerna, bekymrade över Ashot II:s nära förbindelser med araberna, sände en ny styrka under ledning av Domestiken av Scholai, Johannes Kourkouas, för att undergräva Ashot II:s ställning som kung och stödja de rebeller som bekämpade honom. År 922 nådde Kourkouas Dvin i ett misslyckat försök att inta staden, som försvarades av både araberna och Ashot II. År 923 frigav kalifen, som stod inför inhemska oroligheter, Yusuf, vilken återvände till Armenien för att rikta sin vrede mot Ashot II.Han började kräva tribut från de armeniska härskarna men mötte betydande motstånd från Ashot II. Gång på gång lyckades Ashot II besegra och driva på flykten de arabiska arméer som sändes mot honom under flera år. Ett andra misslyckat försök av Kourkouas att inta Dvin år 927/8 sammanföll med Ashot II:s seger över en invaderande muslimsk armé nära sjön Sevan och återigen norr om Dvin. Den bysantinske kejsaren Romanos I Lekapenos riktade snart sin uppmärksamhet österut för att bekämpa araberna i Syrien, vilket lämnade Ashot II som herre över sitt rike vid slutet av sin regeringstid. Ashot II avled år 929 utan söner eller arvingar och efterträddes av sin bror Abas I.

## Familj
Ashot II var förmäld med en icke namngiven dotter till furst Sahak Sevada, den mäktige härskaren över Gardman, vilken Ashot II lät blinda efter ett misslyckat uppror.Hans hustrus namn anges stundom som Maria. Även om krönikorna av Stepanos Asoghik inte omnämner några barn, framhålls paret ibland som föräldrar till Ripsimia, hustru till Nicholas Shishman och anfader till Cometopuli-dynastin.